# Aşağıçanlı (Kızılcahamam)
Aşağıçanlı è un villaggio nel distretto di Kızılcahamam, provincia di Ankara, Turchia.